# Municipio de Union (condado de Stone)
El municipio de Union (en inglés: Union Township) es un municipio ubicado en el condado de Stone en el estado estadounidense de Arkansas. En el año 2010 tenía una población de 595 habitantes y una densidad poblacional de 5,91 personas por km².

## Geografía
El municipio de Union se encuentra ubicado en las coordenadas 35°49′7″N 92°19′54″O / 35.81861, -92.33167. Según la Oficina del Censo de los Estados Unidos, el municipio tiene una superficie total de 100.62 km², de la cual 100,62 km² corresponden a tierra firme y (0 %) 0 km² es agua.

## Demografía
Según el censo de 2010, había 595 personas residiendo en el municipio de Union. La densidad de población era de 5,91 hab./km². De los 595 habitantes, el municipio de Union estaba compuesto por el 97,31 % blancos, el 0,34 % eran asiáticos, el 0,17 % eran de otras razas y el 2,18 % eran de una mezcla de razas. Del total de la población el 2,02 % eran hispanos o latinos de cualquier raza.